# 스크래치 (프로그래밍 언어)
스크래치(Scratch)는 MIT 미디어 랩에서 8세~16세의 아이들을 대상으로 만든 교육용, 블록형 프로그래밍 언어이다. 이 사이트에서 활동하는 사람들인 '스크래쳐'(영어: Scratcher)들은 블록을 조립하는 방식으로 프로젝트를 만든다. 만들어진 프로젝트는 스크래치 웹사이트에서 누구나 실행하거나 하트나 별, 댓글을 달고 리믹스할 수 있다. 필요하다면 HTML5나 안드로이드 앱, EXE 등의 형식으로 내보낼 수도 있다.
2024년 1월 기준, 공유된 프로젝트는 15,929,322개, 등록된 계정은 100,411,828개, 프로젝트에 달린 댓글은 총 722,213,385개로 집계되었다. 또한, 스크래치 웹사이트는 지난 한 달 동안 711,425,440번의 접속이 있었다.
스크래치 체험용의 하위 버전인 1.4 버전은 오픈 소스라서 누구든지 스크래치 모딩(스크래치 모드를 만드는 행위)을 할 수 있다.

## 스크래치 3.0
스크래치 3.0은 스크래치 2.0의 상위 버전으로, 2018년 후반에 베타 버전이 공개되었고 2019년 1월 정식 버전이 출시되었다. 2.0에서 쓰이던 어도비 플래시를 사용하지 않고 HTML5와 자바스크립트로 새롭게 제작되었다.

### 화면 구성

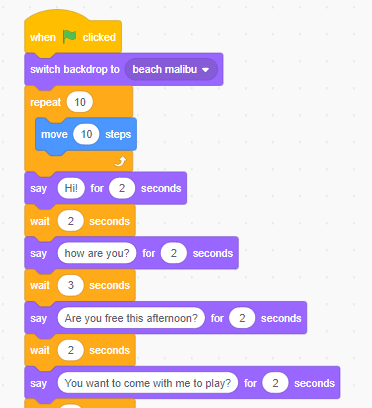
프로젝트가 시작되면 배경을 바꾸고 움직인 뒤 말을 하는 코드.

화면은 블록 모음과 블록 조립소, 화면으로 이루어져 있다. 블럭 모음에서 필요한 블록을 블럭 조립소로 꺼낸 뒤, 초록 깃발이나 블록을 눌러 실행할 수 있다. 초록 깃발을 누르면 전체가 실행되며 블록을 누르면 누른 블럭이 속한 블럭 뭉치가 실행된다. 화면은 {\displaystyle xy} 좌표로 구성되어 있으며 동작 블럭을 이용해 움직일 수 있다. 좌표는 화면의 가운데가 {\displaystyle 0,0}이다.

### 블럭 카테고리
| 카테고리 | 카테고리  | 설명 |
| -------- | --------- | --- |
|          | 동작      | 움직이기, 회전하기 등 움직이는 것에 관련된 블럭이다. |
|          | 형태      | 스프라이트의 형태나 효과, 말풍선 등을 지정한다. |
|          | 소리      | 스크래치 기본 소리나 불러온 소리를 재생한다. |
|          | 이벤트    | 키보드 입력, 프로젝트 시작 등의 사건이 일어났을 때 아래의 블록을 실행한다. |
|          | 제어      | 조건문, 반복문, 기다리기, 복제 등 실행을 제어한다. |
|          | 감지      | 마우스 포인터, 다른 스프라이트, 배경 등의 움직임이나 변화를 감지한다. |
|          | 연산      | 사칙연산을 포함한 수학 연산자로 다른 블럭에 들어간다. |
|          | 변수      | 변수와 리스트를 만들고 수정한다. 클라우드 변수를 사용하면 스크래쳐 등급을 가진 사람들이 공유할 수 있지만 숫자만 저장할 수 있고 한 프로젝트당 최대 10개의 변수만 생성할 수 있다. |
|          | 내 블록   | 자신이 함수를 만들어 사용할 수 있다. |
|          | 확장 기능 | 추가해서 사용할 수 있는 블록 카테고리이다. |

### 데스크톱 버전
인터넷 연결과 커뮤니티 기능 없이 프로젝트를 편집하고 저장할 수 있다. 마이크로소프트 스토어와 앱 스토어(맥 전용)에서 다운로드할 수 있다. 또한 공식 홈페이지(2.0과 1.4만 다운로드 가능) 또는 아카이브에서 온라인 버전에서는 지원하지 않는 이전 버전(3.0 이하)을 다운로드할 수 있다.

### 스크래치 랩
스크래치에서는 지원하지 않는 기능들을 시험적으로 사용할 수 있다. 2022년 12월 기준 다음과 같은 기능들이 있다.
- 얼굴 인식: 얼굴과 눈, 코 입 등의 위치를 감지해 안경 등의 효과를 줄 수 있다.[7]
- 움직이는 글자: 변수를 보여주지 않고 글의 내용, 글꼴(스크래치에 내장된 글꼴만 가능), 색, 위치, 애니메이션 등을 설정하고 바꿀 수 있다.[8]
- 블록 색 바꾸기: 블록의 색을 연하게 하고 글자의 색을 검정색으로 바꾸어 읽기 쉽게 한다.[9]

스크래치 팀에 따르면 어느 기능은 기본 스크래치에 추가될 수도 있고, 어느 기능들은 추가되지 않을 것이라고 한다.

## 사용처

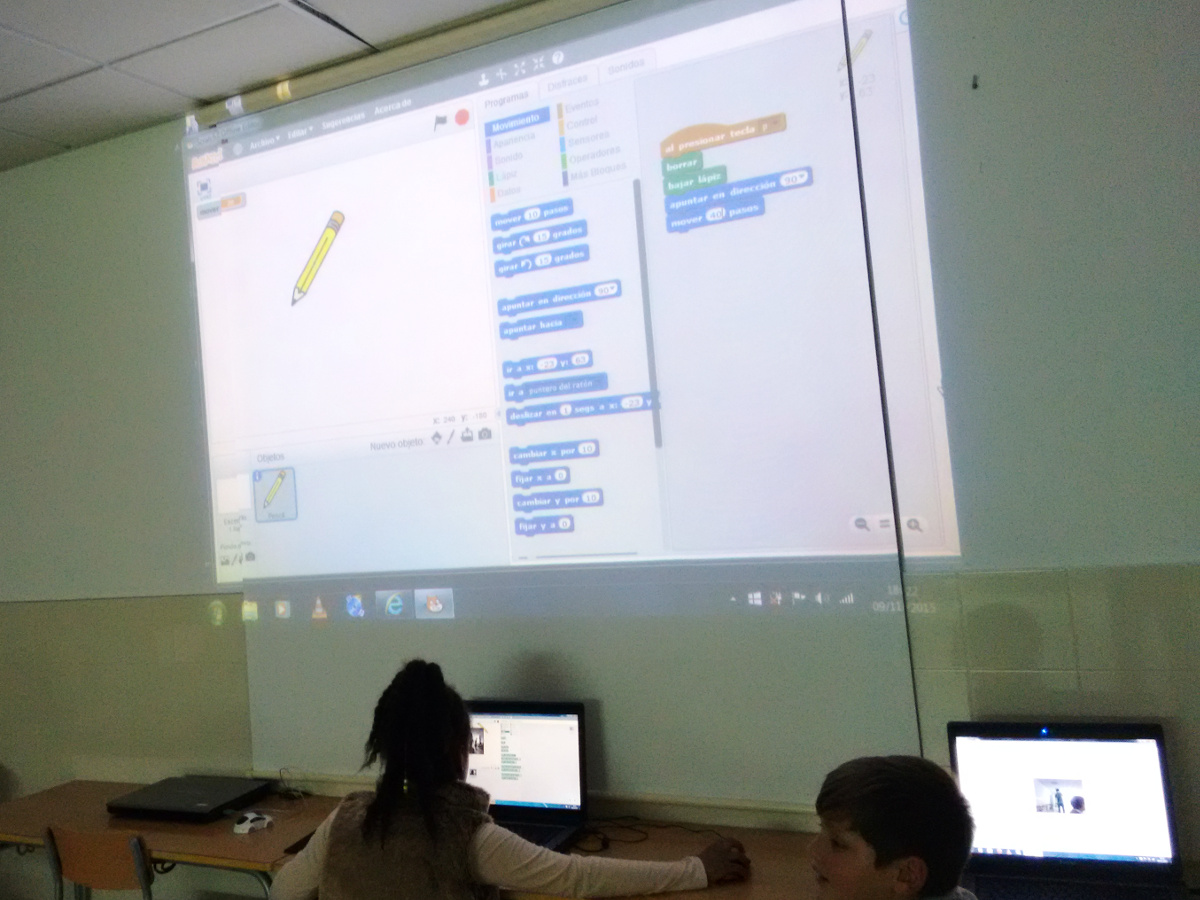
학교에서 스크래치를 가르치고 있다.

스크래치는 아이들에게 기본적인 컴퓨터 프로그래밍을 소개하는 수단으로 전 세계의 학교 등에서 사용된다. 어린이와 어른 모두 스크래치 프로그래밍의 기본 원리를 이해하면 다른 프로그래밍 언어로 옮겨가는 데 도움이 된다.

##### 하지만
대한민국에서는 정규 교육 과정에 이와 비슷한 엔트리를 가르친다.
이제 대한민국의 모든 학교에서 엔트리를 사용한다.

## 같이 보기
- 블록형 프로그래밍 언어

- 엔트리
- 스크래치 모딩